# Flavio Ulhoa Coelho
Flavio Ulhoa Coelho (São Paulo, 2 de julho de 1960) é pesquisador e professor titular do Departamento de Matemática do Instituto de Matemática e Estatística da Universidade de São Paulo, além de autor de diversos livros de matemática e de contos, romances e infanto-juvenis. Foi vice-diretor do IME-USP na gestão de 2006 a 2010, e diretor em 2010 a 2014.  
Atualmente, Coelho é membro do Conselho Diretor da Academia de Ciências do Estado de São Paulo e realiza pesquisas sobre a álgebra, como suas representações, os módulos, as dimensões homológicas, álgebras de dimensão finita, álgebras de Artin e sua história. 

## Formação acadêmica
Flavio Coelho estudou na Escola Estadual Ministro Costa Manso, no Itaim Bibi, onde professores de matemática desenvolveram seu interesse na área.
Inicialmente, passou em Engenharia na Escola Politécnica da USP (POLI-USP) em 1978. Na época, a universidade permitia que o aluno cursasse duas faculdades ao mesmo tempo, o que o permitiu entrar no curso de Matemática em 1789. Decidiu abandonar a POLI-USP e, então, obteve seu bacharel em Matemática em 1982 pela Universidade de São Paulo. Em 1985, concluiu seu Mestrado com a tese Partições pré-projetivas de álgebras de Artin, orientada por Hector Alfredo Merklen Goldschmidt. 
Pela Universidade de Liverpool, Reino Unido, obteve seu Doutorado em 1990, com a dissertação Preprojective partitions and Auslander-Reiten quivers for Artin algebras orientada por Michael Charles Richard Butler. Já pela Universidade de Sherbrooke, Canadá, concluiu seu pós-doutorado em 1993.

## Carreira

### Na Universidade de São Paulo
Desde 1985, Flavio Coelho é docente do IME-USP. Em 1993, obteve o título de Livre Docência e, em 2003, tornou-se Professor Titular. De 2002 a 2006, ocupou o cargo de Chefe do Departamento de Matemática do IME-USP. Já em 2006 a 2010, foi vice-diretor do mandato de Paulo Domingos Cordaro. E, em 26 de abril de 2010, após 25 anos como docente no instituto, assumiu o cargo de diretor, com Carlos Eduardo Ferreira como seu vice. Permaneceu no cargo até 2014, quando Clodoaldo Grotta Ragazzo assumiu. Ragazzo, ao assumir o cargo e ao reconhecer o legado de Flavio, afirmou em seu discurso de posse que a gestão de Coelho e Ferreira era um exemplo a ser seguido.
Coelho foi membro da Comissão de Atividades Acadêmicas (CAA) de 2010 a 2013. A CAA possui, dentre outros deveres, o papel de criar critérios à destinação e distribuição de cargos de Professor Titular e de opinar sobre propostas e sobre casos encaminhados pelo Reitor.
De 2011 a 2014, fez parte da Comissão de Empregos Públicos e Estruturas Organizacionais da USP, colaborando com a definição de políticas e diretrizes na estrutura da organização das unidades da universidade; de 2011 a 2015, da Comissão Central de Avaliação Docente(CCAD) e, de 2018 a 2020, da Câmara de Ação Cultural da Pró-Reitoria de Cultura e Extensão Universitária da USP. 
Coelho tornou-se representante do IME-USP junto ao Centro de História da Ciência da USP em 2015 e, desde 2022, é um dos membros da Comissão Especial de Regimes de Trabalho (CERT) da universidade, isto é, a comissão supervisora e fiscalizadora dos trabalho dos docentes da USP
Durante sua carreira, proferiu diversas palestras, organizou eventos e encontros com matemáticos.

### Academia de Ciências do Estado de São Paulo
Em 2012, Flavio Coelho tornou-se membro da Academia de Ciências do Estado de São Paulo (ACIESP) em uma cerimônia que ocorreu no Palácio dos Bandeirantes. Entre os anos de 2015 a 2019, foi membro do Conselho Diretor da ACIESP. Em 2023, tornou-se membro titular do Conselho Diretor, representando a área das ciências matemáticas. Seu mandato como diretor da área se estende até o ano de 2026.

### Atuação na literatura
Flavio Coelho afirma que sempre gostou de ler. Na juventude, admirava as obras de escritores latino-americanos como Julio Cortázar, Mario Vargas Llosa e Gabriel García Márquez, além dos brasileiros, tal como Machado de Assis, Graciliano Ramos e Guimarães Rosa. Publicou seu primeiro livro Conto que conto em 1991, enquanto ainda estava fora do país.
Coelho detinha um blog, o QuintasFeiras, em que publicava contos, crônicas e poesias desde 2015. Parou com as atividades em 2021. Flavio Ulhoa Coelho já publicou diversos livros de literatura.

### Outras organizações
Flavio Coelho também participou da Nova Escola, uma organização sem fins lucrativos que visa fortalecer práticas dos professores da educação básica, contribuindo ao escrever algumas colunas no portal.

## Estudos e pesquisa
Coelho atua como Pesquisador do Conselho Nacional de Desenvolvimento Científico e Tecnológico (CNPq) desde 1991. Sua área de pesquisa é a álgebra, sobretudo as representações de álgebras, os módulos, as dimensões homológicas, álgebras de dimensão finita e álgebras de Artin.
Coelho foi também um Pesquisador do Programa Ano Sabático do Instituto de Estudos Avançados (IEA) no ano de 2016, em que sua área de estudo foi a História do Pensamento Algébrico e seus Desdobramentos Didáticos. Coelho se interessou pelo desenvolvimento filosófico da álgebra e afirma que esse segmento da matemática apresenta um nível de abstração, o que indica uma maior dificuldade para se desenvolver e ensinar o pensamento algébrico. Relatou os benefícios de aderir ao Programa Ano Sabático, como o de criar contatos com outros pesquisadores de diferentes áreas.
Coelho também atuou na jurimetria. Em suas pesquisas, Coelho analisa as dificuldades do uso de dados para as políticas públicas, destacando a dificuldade de sua coleta e o medo de atores do Direito em utilizarem e interpretarem esses dados.

## Publicações selecionadas
Coelho orientou 9 doutorados, 19 trabalhos de pós-graduação e possui mais de 75 artigos científicos publicados. Escreveu diversos livros de Matemática, listados abaixo, além de ter publicado 10 livros de literatura, compreendendo contos, romances e infantojuvenis. Possui contos publicados em diversas antologias e na Revista Brasileira, da Academia Brasileira de Letras.

### Livros de Matemática
- 2001: Um Curso de Álgebra Linear.[32]
- 2001: Cálculo em uma Variável.[33]
- 2005: Curso Básico de Cálculo.[34]
- 2020: Basic Representation Theory of Algebras.[35]
- 2021: Introdução à Álgebra Linear.[36]
- 2024: An introduction to module theory.[37]

### Livros de Literatura
- 1991: Contos que Conto.[38]
- 1996: Ledos Enganos Meras Referências.[39]
- 2007: Gambiarra e Outros Paliativos Emocionais.[40]
- 2012: Contos e Vinténs.[41]
- 2014: A turma do Costa e o Desafio de Xadrez.[42]
- 2016: Pigarreios.[43][44]
- 2017: Guarda-trecos.[45]
- 2019: Outros Tantos.[46]
- 2022: Histórias de Thio Therezo.[47]
- 2022: Um Gato Chamado Bourbaki.[48]

### Artigos científicos
Abaixo, está uma pequena lista de artigos científicos selecionados de Coelho:
- 1994: Complements to partial tilting modules.[49]
- 1996: On Auslander–Reiten components for quasitilted algebras.[50]
- 1998: Algebras with small homological dimensions.[51]
- 2001: Infinitely generated tilting modules of finite projective dimension.[52]
- 2018: A história da álgebra e o pensamento algébrico: correlações com o ensino.[53]

## Prêmios
O livro Conto que conto foi o terceiro colocado na categoria conto da quinta e última edição da Bienal Nestlé de Literatura Brasileira. Escritores como Jorge Amado e Mário Quintana haviam vencido o prêmio em edições anteriores.